# Pålsträsk
Pålsträsk is een plaats in de gemeente Älvsbyn in het landschap Norrbotten en de provincie Norrbottens län in Zweden. De plaats heeft 91 inwoners (2005) en een oppervlakte van 43 hectare. De plaats ligt aan het meer Pålsträsket en wordt omringd door naaldbos.

## Verkeer en vervoer
Bij de plaats lopen de Riksväg 94 en Länsväg 356.
Bestuurscentrum: Älvsbyn
Tätort: Korsträsk · Vidsel · Vistträsk
Småort: Bredsel · Nybyn · Nystrand · Pålsträsk · Tvärån · Övrebyn · Övre Tväråsel
Overig: Arvidsträsk · Granträsk (Älvsbyn)